# Мала Кіца
Мала́ Кіца́ (рос. Малая Кица) — річка на Кольському півострові, протікає територією Ловозерського та Кольського районів Мурманської області, Росія. Відноситься до басейну річки Кола, є лівою притокою Кіци.
Річка бере початок з невеликого озерця біля західного підніжжя гори Волшепахк. Протікає спочатку на північ, в середній течії дугою на північний схід, нижня течія спрямована на північний захід. Впадає до Кіци в районі озера Кувч'явр. Береги річки у верхній течії заліснені, значні ділянки заболочені, особливо нижня течія. Приймає багато приток, найбільша з яких річка без назви довжиною 17 км.
Протікає через велику кількість дрібних озер, найбільшим з яких є Карк'явр. До річки стікають також багато інших озер, найбільшим з яких є От'явр. Верхня течія річки слугує природним кордоном між районами, середня та нижня — протікають Ловозерським районом.